# Morsiglia
Morsiglia é uma comuna francesa na região administrativa de Córsega, no departamento da Alta Córsega. Estende-se por uma área de 13,34 km². 